# حسينة جلال
حسينة جلال، مُدافعة عن حقوق المرأة والديمقراطية في أفغانستان. في عام 2014، انتُخبت جلال عن طريق التصويت العام لتفوز بجائزة إن-للسلام من المكتب الإقليمي لآسيا والمحيط الهادئ التابع لبرنامج الأمم المتحدة الإنمائي والمستشار الخاص للأمين العام للأمم المتحدة في جامعة السلام. في عام 2012، شاركت في تأسيس الرابطة الوطنية للمجتمع المدني الأفغاني باشتراك أكثر من 50 منظمة غير حكومية وغير ربحية في أفغانستان. سعت جاهدة لرفع أصوات النساء والفتيات الأفغانيات عبر مختلف المنابر الإقليمية والدولية وشاركت في تأسيس أول تحالفٍ لنساء جنوب آسيا حول حقوق المرأة الاقتصادية والاجتماعية والثقافية في سريلانكا. في منصبها الأخير في حكومة أفغانستان، ترأست البرامج والمبادرات الممولة من المانحين الدوليين لقطاعات المناجم والنفط والغاز في أفغانستان.

## سيرتها الذاتية
حصلت حسينة جلال على شهادتها الجامعية في الاقتصاد مع تخصص ثانوي في العلوم السياسية من الجامعة الملية الإسلامية -وهي جامعة مركزية في الهند- كباحثة في المركز. قبل انضمامها إلى الجامعة، درست الاقتصاد في جامعة كابول لمدة عام دراسي واحد. حصلت على ماجستير في إدارة الأعمال من الجامعة الأمريكية في أفغانستان وماجستير في دراسات المرأة من جامعة شمال أيوا بصفتها باحثة في برنامج فولبرايت.
شاركت جلال في إدارة العديد من منظمات المجتمع المدني في أفغانستان على المستوى الإقليمي لجنوب آسيا. في عام 2012، شاركت في تأسيس الرابطة الوطنية للمجتمع المدني الأفغاني بعضوية أكثر من 50 منظمة غير حكومية وغير ربحية. مثّلت أفغانستان في العديد من المنابر الإقليمية والدولية وشاركت في تأسيس أول تحالف لنساء جنوب آسيا حول حقوق المرأة الاقتصادية والاجتماعية والثقافية في سريلانكا. ألقت حسينة محاضرات وشاركت في حلقات نقاش في أفضل الجامعات الأمريكية مثل جامعة برينستون وجامعة كولومبيا وجامعة شيكاغو وجامعة جورج تاون والجامعة الأمريكية، ومن خلال القيام بذلك، رفعت أصوات الفتيات الأفغانيات والمرأة من أجل تعزيز حقوق الإنسان والديمقراطية، وتحدّت أوجه عدم المساواة والظلم المؤسسي بما في ذلك عدم المساواة بين الجنسين في أفغانستان. كما أنها المُؤسِّسة المشاركة في مركز تمكين وبناء القدرات للمرأة الأفغانية وتحالف نساء جنوب آسيا.
عملت جلال في حكومة أفغانستان كرئيسة فريق بحث في القصر الرئاسي حيث قادت فريقًا من الباحثين وأجرت أبحاثًا موجهة نحو السياسة وقدمت النتائج والتوصيات إلى رئيس أفغانستان. عملت أيضًا كمستشارة في إدارة تصميم البرامج وتنسيق المانحين في وزارة المناجم والبترول في أفغانستان. خلال هذا الدور، من بين أمور أخرى، أشرفت على إدارة وتنفيذ جميع المشاريع والبرامج والمبادرات الممولة من المساعدات الخارجية لقطاعات النفط والغاز والتعدين في أفغانستان وقدمت المشورة بشأن السياسات إلى الوزير. قامت بتدريس الاقتصاد لطلبة البكالوريوس في إدارة الأعمال في عدة جامعات في كابول.
اعتُرفَ بجهود حسينة ونشاطها من أجل المساواة بين الجنسين، وحقوق الإنسان، وتمكين المرأة، والديمقراطية من خلال منحها العديد من الجوائز والأوسمة الإقليمية والدولية: في عام 2016، حصلت على جائزة (القيادة النسائية العالمية)، وفي عام 2017، حصلت على جائزة (أفضل محقق إنجازات عالمي) من قبل المؤتمر العالمي لحقوق الإنسان. في عام 2020، حصلت على جائزة (المرأة الأيقونية تصنع عالمًا أفضل للجميع) من قبل المنتدى الاقتصادي النسائي، وفي نفس العام، صوَّت الشعب الأفغاني لانتخابها كواحدة من بين (45 امرأة أفغانية الأكثر تأثيرًا).
وهي تتقن اللغة الفارسية، والباشتو، والإنجليزية، والتركية، والهندية، والأردية، وتتقن قليلًا بعض من اللغات البنجابية والعربية والأوزبكية.